# Sterling (Illinois)
Sterling ist eine Stadt (mit dem Status „City“) im Whiteside County im Nordwesten des US-amerikanischen Bundesstaates Illinois. Das U.S. Census Bureau hat bei der Volkszählung 2020 eine Einwohnerzahl von 14.764 ermittelt.

## Geografie
Sterling liegt auf 41°47′19″ nördlicher Breite und 89°46′41″ westlicher Länge und erstreckt sich über 13 km². Der Ort bildet das Zentrum der Sterling Township. 
Sterling liegt am Rock River gegenüber der Nachbarstadt Rock Falls. Weitere Nachbarorte sind Dixon (20,9 km ostnordöstlich), Tampico (22,3 km südwestlich), Round Grove (18,6 km westlich) und Palmyra (14,2 km nordöstlich).
Die nächstgelegenen größeren Städte sind Rockford (87,4 km nordöstlich), Chicago (187 km östlich), Peoria (128 km südlich) und die Quad Cities (92,3 km südwestlich).

## Verkehr

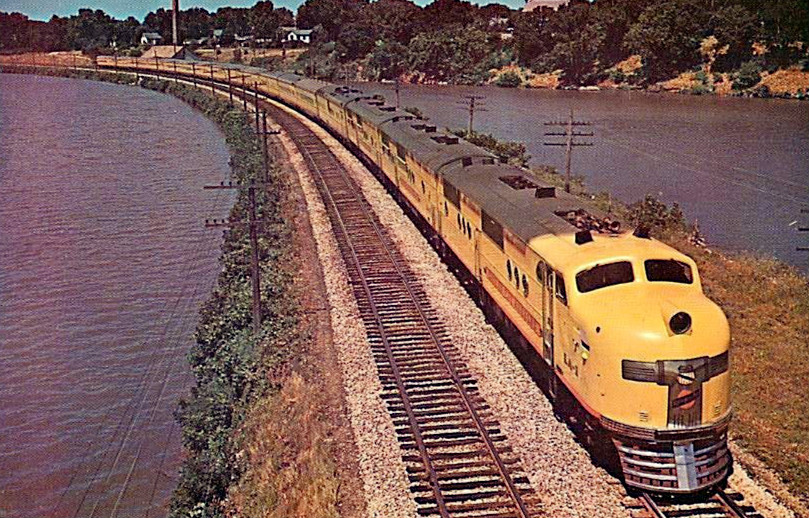
City of Los Angeles von Amtrak

Entlang des Rock River führt in West-Ost-Richtung die Illinois State Route 2 durch die Stadt. Im Zentrum kreuzt die llinois& State Route 40 und quert danach über eine Brücke den Fluss in südlicher Richtung nach Rock Falls. Alle weiteren Straßen sind untergeordnete, teils unbefestigte Fahrwege sowie innerörtliche Straßen.
In Sterling kreuzen mehrere Eisenbahnlinien der Union Pacific Railroad und der BNSF Railway sowie eine Strecke von Amtrak von Chicago nach Westen.

Der nächstgelegene Flugplatz ist der Whiteside County Airport am südlichen Stadtrand von Rock Falls (6 km südlich); die nächstgelegenen größeren Flughäfen sind der 81,2 km nordöstlich gelegene Chicago Rockford International Airport und der 93 km südwestlich gelegene Quad City International Airport.

## Demografische Daten
Nach der Volkszählung im Jahr 2010 lebten in Sterling 15.370 Menschen in 6303 Haushalten. Die Bevölkerungsdichte betrug 1182,3 Einwohner pro Quadratkilometer. In den 6303 Haushalten lebten statistisch je 2,38 Personen. 
Ethnisch betrachtet setzte sich die Bevölkerung zusammen aus 82,5 Prozent Weißen, 3,0 Prozent Afroamerikanern, 0,4 Prozent amerikanischen Ureinwohnern, 0,7 Prozent Asiaten sowie 9,3 Prozent aus anderen ethnischen Gruppen; 4,1 Prozent stammten von zwei oder mehr Ethnien ab. Unabhängig von der ethnischen Zugehörigkeit waren 24,2 Prozent der Bevölkerung spanischer oder lateinamerikanischer Abstammung. 
25,4 Prozent der Bevölkerung waren unter 18 Jahre alt, 58,1 Prozent waren zwischen 18 und 64 und 16,5 Prozent waren 65 Jahre oder älter. 52,5 Prozent der Bevölkerung war weiblich.

Das mittlere jährliche Einkommen eines Haushalts lag bei 39.184 USD. Das Pro-Kopf-Einkommen betrug 19.902 USD. 14,7 Prozent der Einwohner lebten unterhalb der Armutsgrenze.

## Bekannte Bewohner
- Terry Brooks (geb. 1944) – Fantasy-Autor
- Keith L. Brown (1925–2016) – Rechtsanwalt, Diplomat und Politiker
- Paul Flory (1910–1985) – Chemiker und Nobelpreisträger